# Montanhas Wilhelmina

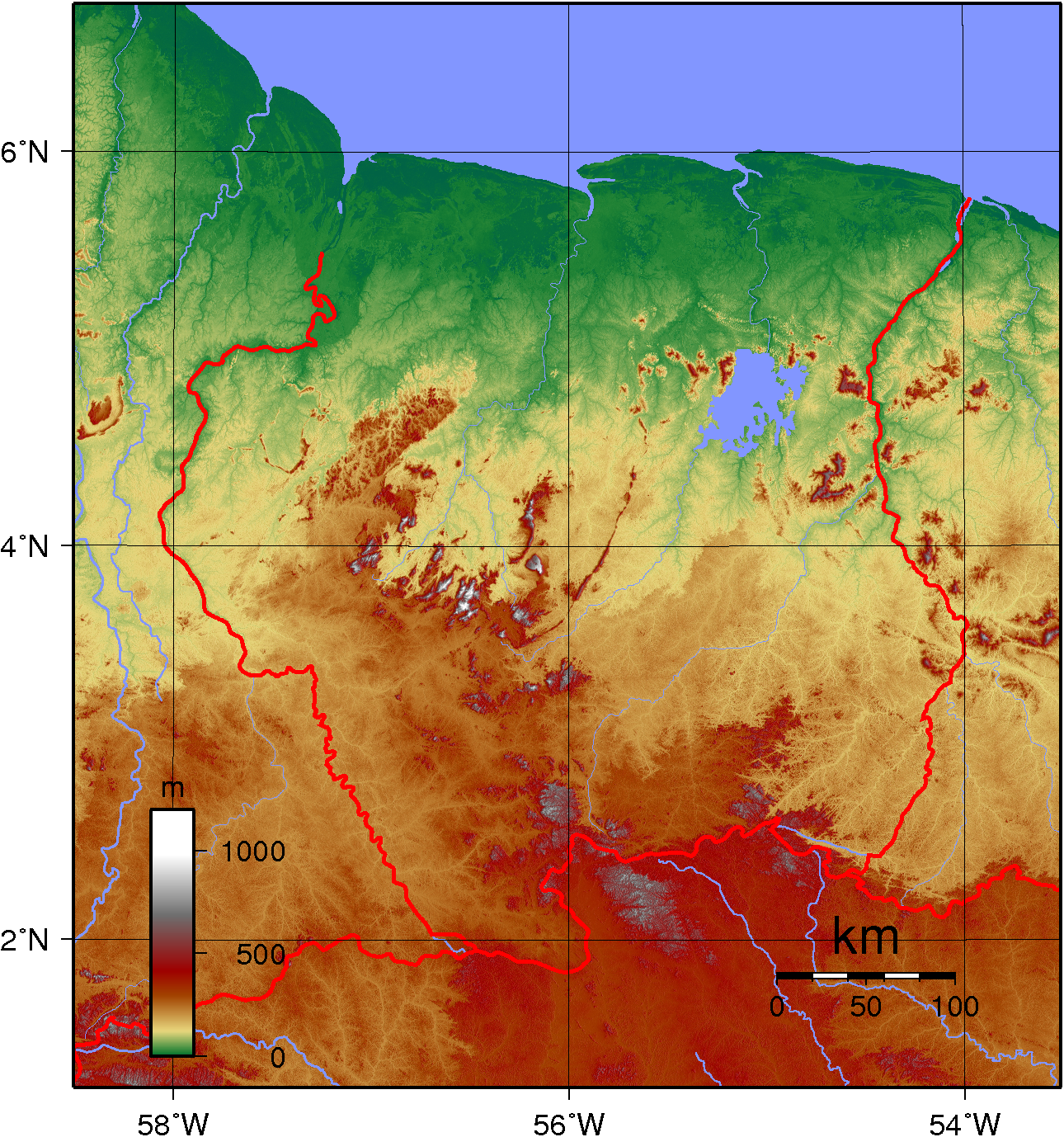
Mapa topográfico do Suriname.

As Montanhas Wilhelmina são uma cordilheira no centro Suriname estendendo cerca 113 km de direção leste-oeste. Sua área abrange o distrito Sipaliwini.
Seu pico mais elevado é Juliana Top que tem uma altitude de 1280 m.
Seu nome homenageia a rainha Guilhermina. As montanhas Wilhelmina fazem parte do Planalto das Guianas, na Serra do Tumucumaque, que remonta ao Pré-Cambriano.